# Jesús Tato
Jesús Tato (Murcia, 12 luglio 1983) è un allenatore di calcio ed ex calciatore spagnolo, di ruolo attaccante.

## Palmarès

### Giocatore

#### Competizioni nazionali
- Gibraltar Premier Division: 1

Lincoln Red Imps: 2017-2018

### Allenatore

#### Competizioni nazionali
- League One (Cina): 1

Sichuan Jiuniu: 2023